# Carlo Lisona
Carlo Lisona fue un deportista italiano que compitió en remo como timonel. Ganó una medalla de bronce en el Campeonato Europeo de Remo de 1903, en la prueba de cuatro con timonel.

## Palmarés internacional
| Campeonato Europeo | Campeonato Europeo | Campeonato Europeo | Campeonato Europeo |
| Año                | Lugar              | Medalla            | Prueba             |
| ------------------ | ------------------ | ------------------ | ------------------ |
| 1903               | Venecia (Italia)   | Medalla de bronce  | Cuatro con timonel |